# Eutetrapha ocelota
Eutetrapha ocelota es una especie de escarabajo longicornio del género Eutetrapha, tribu Saperdini, subfamilia Lamiinae. Fue descrita científicamente por Bates en 1873.

## Descripción
Mide 12-18 milímetros de longitud.

## Distribución
Se distribuye por Japón y Rusia.